# 八森 (鹿角市)
八森（はちもり）は、秋田県鹿角市にある山である。

## 概要
標高904.6m。熊沢川（米代川水系支流）の右岸に位置している。
この山を中心として南北にいくつかの山々が連なっているが、そのうちの最も高い山となっている。すなわち、数ある山々を総称した意味で名付けられたとされている。古来から、これらの山々は森林資源が豊富であるため、人々に恩恵を与えてきた。
南方向へのびる稜線は、八幡平へと続いている。

## 近くの山
- 鳥谷沢頭
- 板戸頭